# Коул, Томас
То́мас Ко́ул (англ. Thomas Cole; 1 февраля 1801 — 11 февраля 1848) — американский художник-пейзажист, основатель Школы реки Гудзон, одной из наиболее влиятельных школ живописи США XIX века.

## Биография
Томас Коул родился в 1801 году в городе Болтон в Англии. В 1818 году его семья эмигрировала в Соединённые Штаты и обосновалась в городе Стьюбенвилл штата Огайо, где Коул начал изучать основы своей профессии у бродячего художника-портретиста Стейна. Особый успех в написании портретов ему не сопутствовал, поэтому вскоре он переключил своё внимание на создание пейзажей.
В 1825 году Коул переехал в Нью-Йорк, где ему удалось продать несколько своих работ состоятельному коммерсанту Джорджу Бруену, который вскоре профинансировал летнюю поездку Коула в долину Гудзон, где тот написал такие свои известные работы как Водопад Каатерскилл и Вид форта Патнэм. Вернувшись в Нью-Йорк, художник выставил написанные в путешествии пейзажи на витрине книжного магазина, что привлекло внимание Джона Трамбулла, Эшера Дюрана и Уильяма Данлэпа. Особенно впечатлён работами юного пейзажиста оказался художник Джон Трамбулл, который, отыскав Коула, купил одну из его работ и познакомил его с Робертом Гилмором и Дэниелом Уодсвортом, ставшими покровителями художника.
Кроме пейзажей Коул занимался написанием аллегорических работ. Наиболее известные из них — серия из пяти картин «Путь империи» (англ. Course of Empire, 1833—1836), а также серия «Путешествие жизни» (англ. The Voyage of Life), состоящая из картин, посвящённых четырём периодам жизни человека: детству, юности, зрелости и старости.
Коул стал основателем Школы реки Гудзон, в которую входило более 50 пейзажистов. Школа прославляла дикую природу Америки и ставила под сомнение целесообразность технического прогресса. В работах художников школы природа описывалась как эталон девственности и чистоты, подчёркивая тем самым божественность её происхождения.
Его сестра Сара тоже была художницей.
Томас Коул был женат, имел 5 детей. Скончался он 11 февраля 1848 года в Кэтскилле.

## Галерея

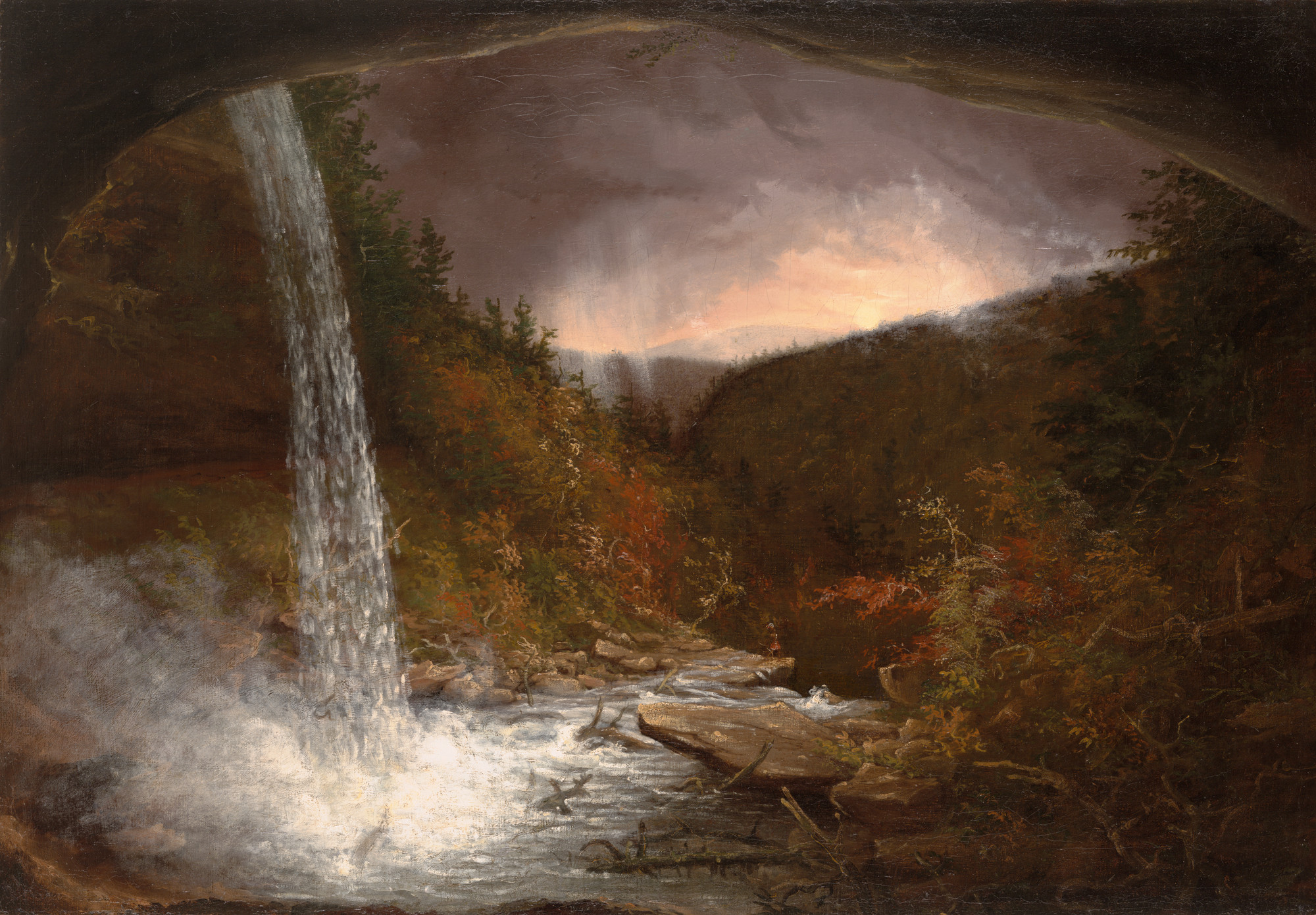
«Водопад Каатерскилл» (1826)
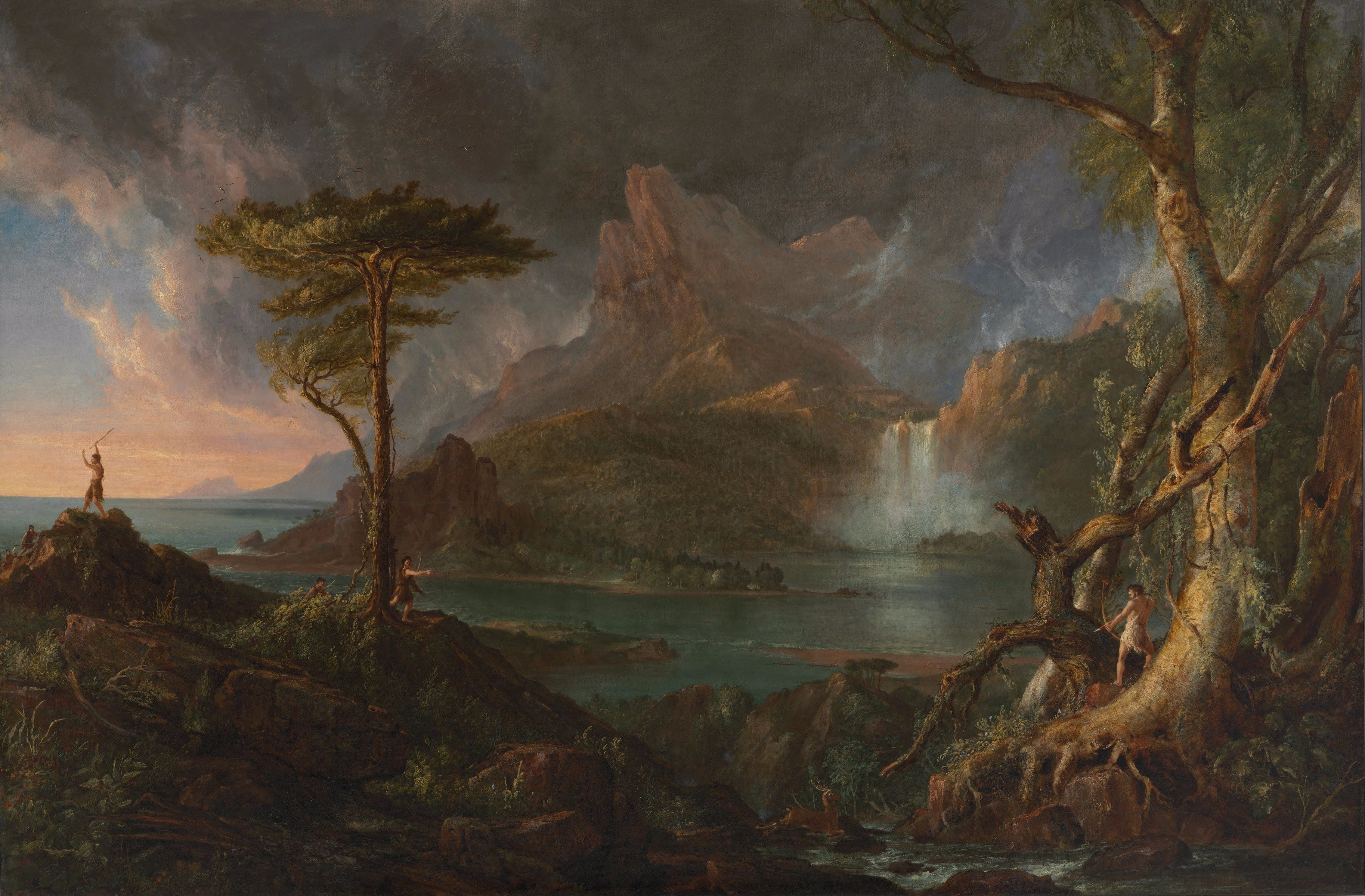
«Первобытная сцена» (1832)
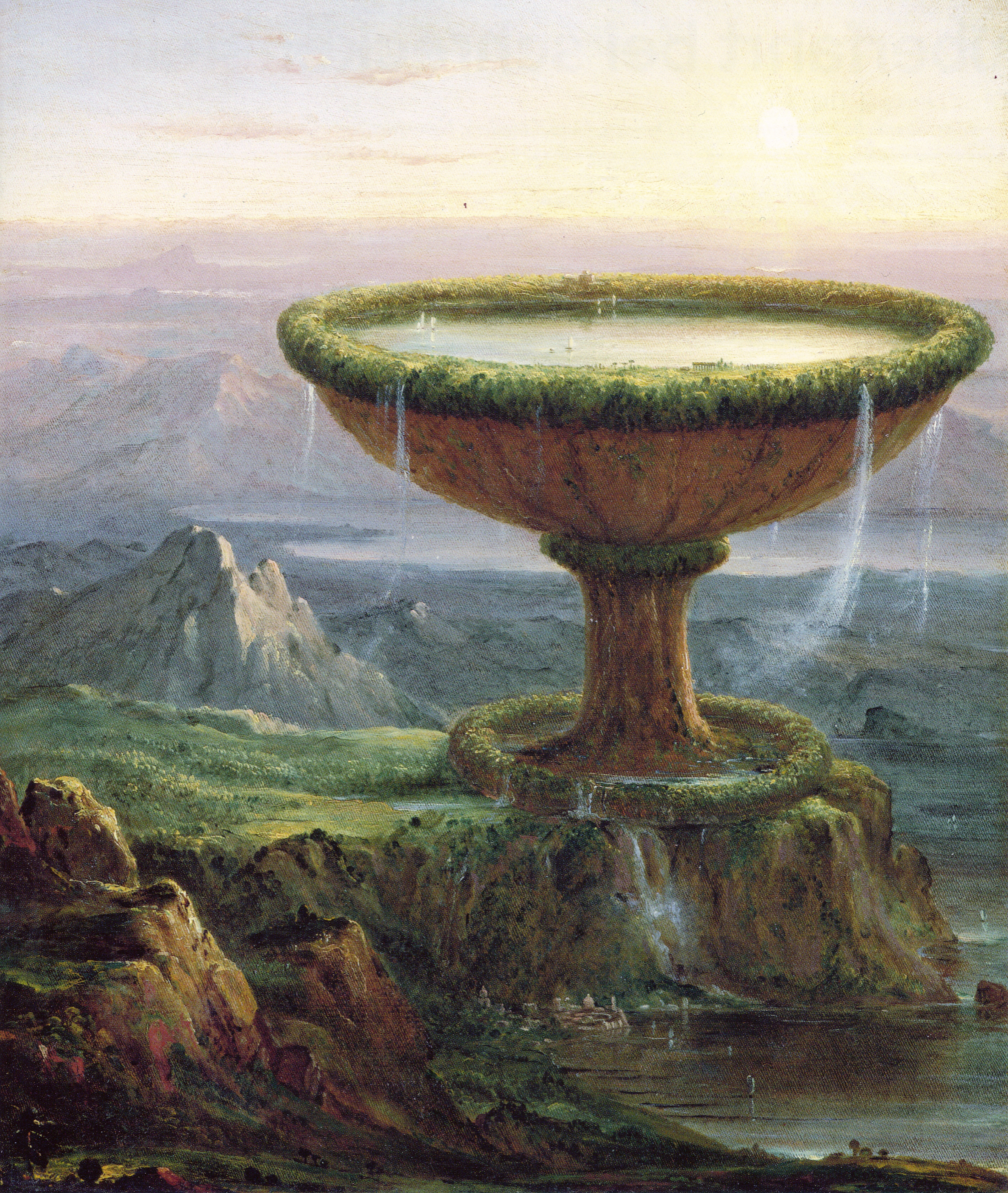
«Чаша титана» (1833)
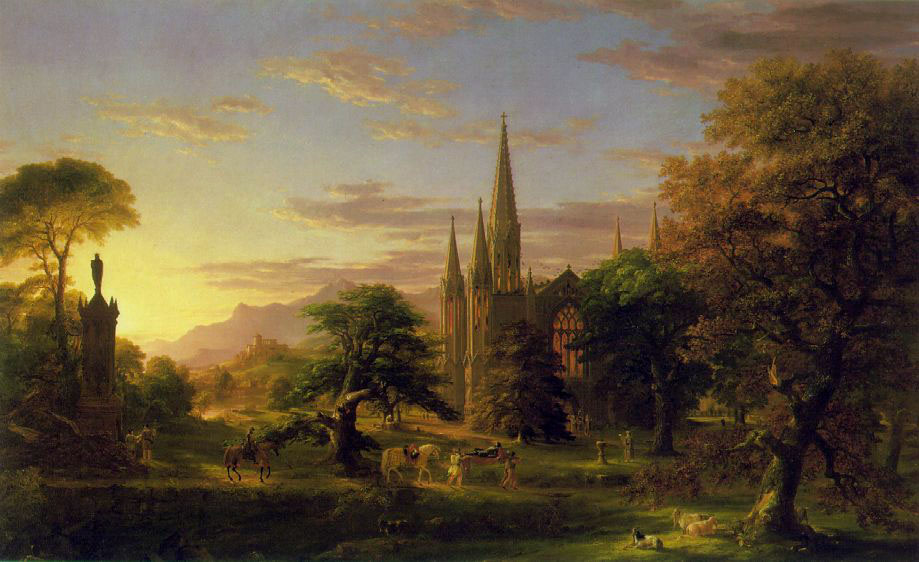
«Возвращение» (1837)
Вид на перевал Кроуфорд Нотч в горах Уайт-Маунтинс (Нью-Гэмпшир) (1839)
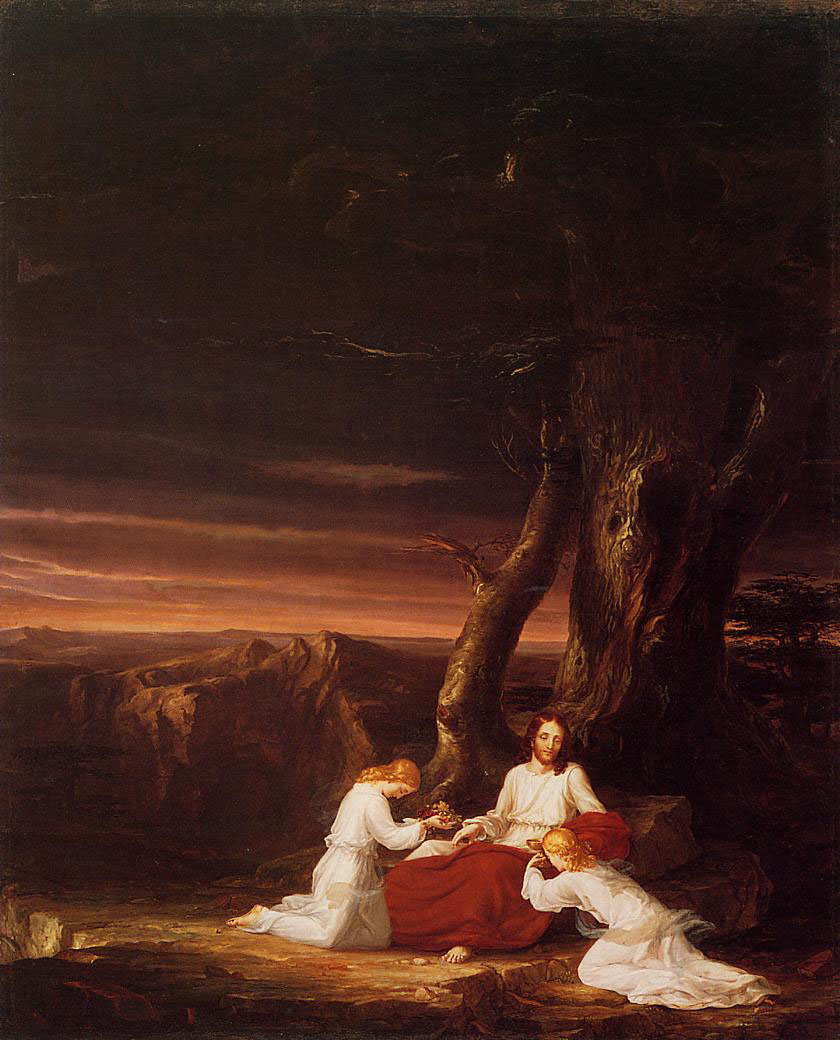
«Христос и ангелы» (1843)
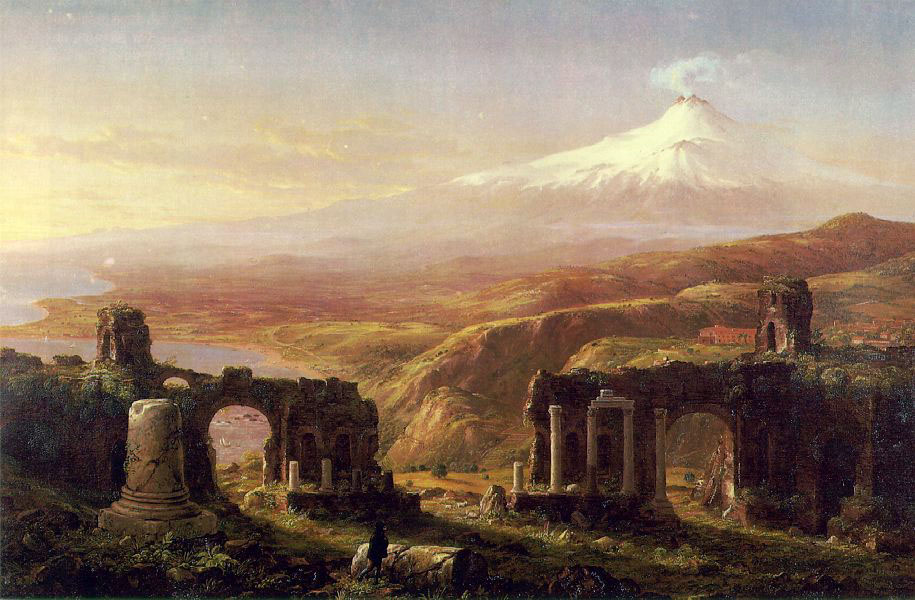
«Гора Этна из Таормина» (1844)
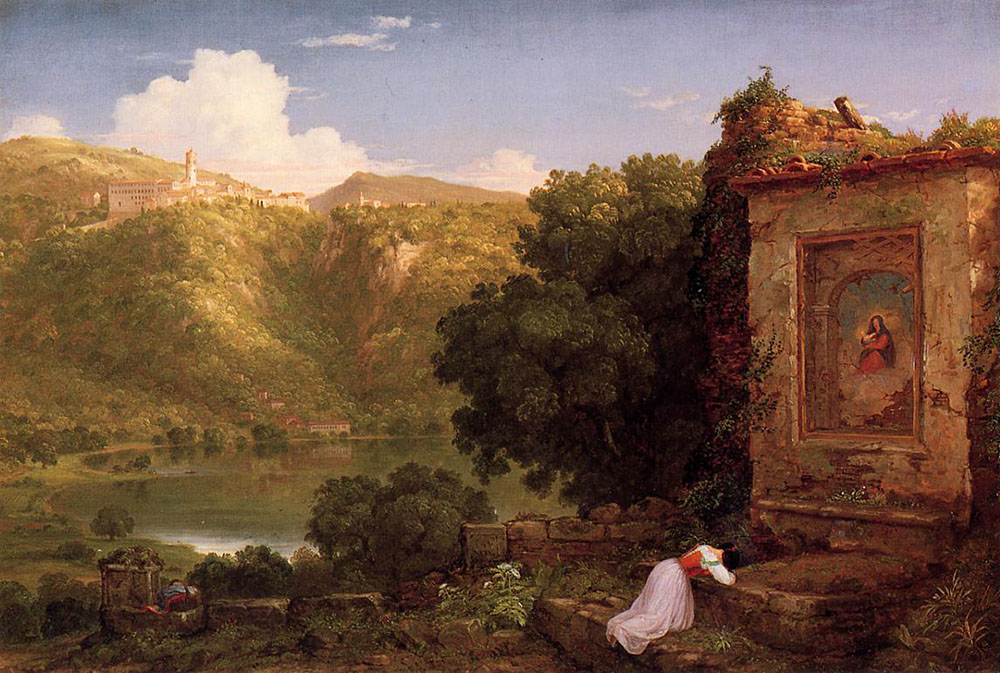
«Задумчивый». На мотив одноимённой поэмы Дж. Мильтона (1845)
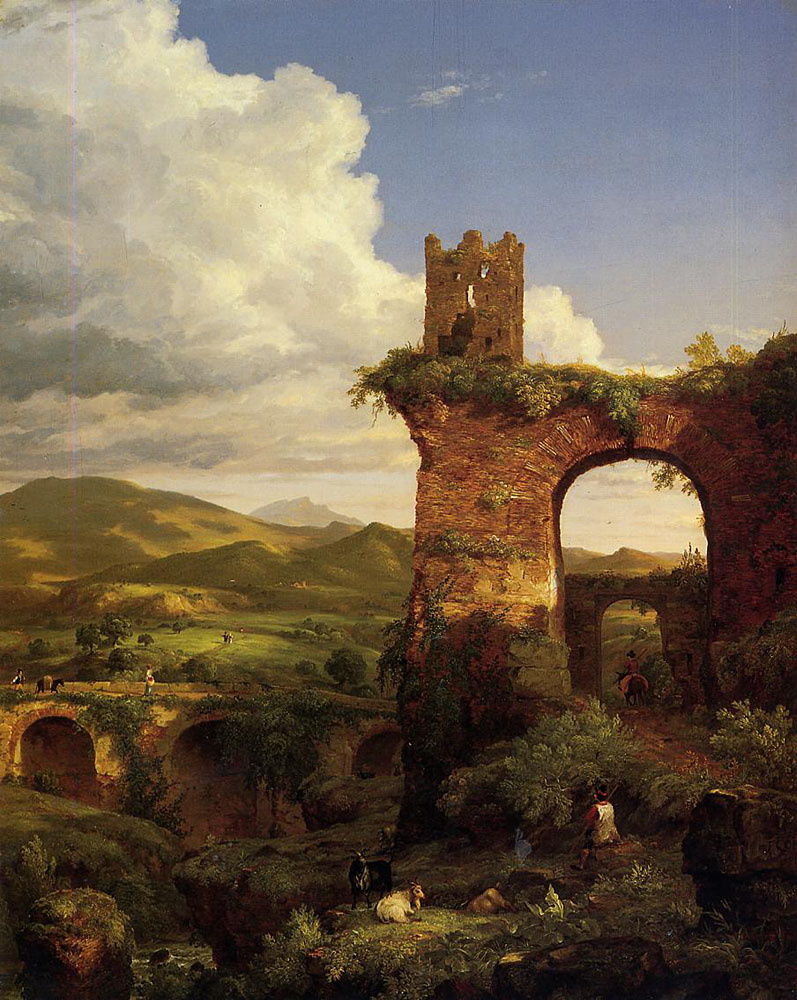
«Арка Нерона» (1846)